# Beixiao He
Beixiao He (kinesiska: 北小河) är ett vattendrag i Kina. Det ligger i provinsen Heilongjiang, i den nordöstra delen av landet, omkring 300 kilometer norr om provinshuvudstaden Harbin.
Genomsnittlig årsnederbörd är 1 011 millimeter. Den regnigaste månaden är juli, med i genomsnitt 284 mm nederbörd, och den torraste är januari, med 9 mm nederbörd.